# Immeuble Bessonneau à Casablanca
L'immeuble Bessonneau, plus tard connu sous le nom d'Hôtel Lincoln en raison de l'hôtel qu'il hébergeait dans son aile droite, est un immeuble de rapport construit pour le compte de Julien Bertrand Bessonneau entre 1917 et 1919 sur le boulevard de la gare (actuel boulevard Mohammed V) à Casablanca.
Erigé dans une période qui marque les prémices de la planification urbaine sous le Protectorat français, le bâtiment a connu une période de prospérité en tant que pôle commercial et résidentiel dynamique, puis un déclin progressif marqué par une dégradation structurelle sévère et un phénomène de démolition par négligence. Ce processus a culminé dans un conflit prolongé entre les impératifs de sécurité publique, la propriété privée et la reconnaissance tardive de sa valeur patrimoniale, menant à une impasse juridique et physique. L’expropriation du bâtiment par les autorités publiques a finalement permis le lancement d’un projet de construction d’un hôtel de luxe, tout en conservant les segments de façades restants, seuls vestiges de sa structure d’origine.
Le parcours de l'Immeuble Bessonneau est une illustration marquante des défis complexes de la conservation du patrimoine urbain au Maroc.

## Contexte
Les Établissements Bessonneau étaient un groupe d'entreprises spécialisées dans la fabrication de toiles à voiles, ficelles, cordages et filets en chanvre. Elle produisait également des hangars démontables, un domaine dans lequel elle exerça une telle domination que ces structures furent communément appelées des "bessonneaux" par antonomase.
La Première Guerre mondiale fut particulièrement prospère pour la société Bessonneau en raison de la forte demande en hangars d’aviation, hôpitaux de campagne, tentes ambulances et baraquements sanitaires. Les bénéfices réalisés durant cette période furent investis dans divers actifs immobiliers à haut rendement et avec l’essor démographique des villes marocaines sous le protectorat français, l’investissement dans les immeubles de rapport (propriétés générant des revenus locatifs) s’avérait très rentable au Maroc. En 1916, à la suite du décès de Julien Bessonneau père (1842-1916), l'empire industriel familial passe en succession à son fils adoptif Julien Bertrand Bessonneau qui entreprit la construction de bâtiments résidentiels au Maroc notamment à Casablanca et à Tanger.

## Construction de l'immeuble

### L'architecte Hubert BRIDE
C'est à l'architecte Hubert Louis Bride que Bessonneau confia la conception de ses immeubles au Maroc. Après avoir été admis à la section d'architecture de l'École des Beaux-Arts en 1909, Bride en fut cependant radié à la fin de l'année scolaire 1912-1913 pour défaut de participation aux concours obligatoires. Il n'est donc pas architecte DPLG.
Arrivé au Maroc en 1915, il y débuta sa carrière en tant qu'architecte des Habous, placé sous la direction de Mr Pierre Bousquet, alors chef du service d'architecture de Casablanca.
Pour le compte de Julien Bessonneau, Hubert Bride réalisa au Maroc deux édifices: L'immeuble Bessonneau à Casablanca et l'immeuble Bessonneau-Bayart à Tanger.
Hubert Bride a aussi représenté l'établissement Bessonneau à la foire de Rabat de septembre 1917 où il présenta la maison démontable comme une réponse à la crise du logement qui sévissait dans le pays.

### Terrain
L'encadrement progressif de l'expansion urbaine désordonnée de Casablanca a débuté en 1914, avec l'arrivée de l'urbaniste Henri Prost missionné par Lyautey. Le plan de Prost prévoyait notamment la création d’un large boulevard reliant la place de France à la nouvelle gare ferroviaire. Cet axe, baptisé boulevard de la Gare, était destiné à devenir un centre névralgique de la ville. C’est sur cette artère que Bessonneau envisage d’acquérir un terrain pour y édifier son nouvel immeuble de rapport.
Le terrain destiné à accueillir le futur immeuble Bessonneau s’étend sur environ 3 080 m2 et se situe sur le boulevard de la Gare, au nouveau quartier de la foncière, face à l’emplacement prévu pour le nouveau marché central. Il faisait partie des terrains Bendahan selon l’expression alors en usage à Casablanca pour désigner les terrains situés entre la rue de l'Horloge (aujourd'hui rue Allal Ben Abdallah) et l'avenue du Général Drude (aujourd'hui avenue Hoummane El Fetouaki) qui était sous le contrôle de l'investisseur foncier casablancais de confession juive Haïm Bendahan.
En réalité, Bendahan n'était que le mandataire du véritable propriétaire dénommé Salvador Hassan: banquier et homme d’affaires demeurant à Tanger de confession juive placé sous protection consulaire portugaise. Bendahan avait notamment négocié en 1914, au nom de Salvador Hassan, un échange de terrains avec la commission municipale afin de permettre la construction du nouveau marché central sur le boulevard de la Gare. C'est donc sur les parcelles qui appartenaient à Salvador Hassan que l'immeuble Bessonneau et le marché central furent construits.
En septembre 1917, Salvador Hassan céda ce terrain à Bessonneau par un acte établi devant adoul et homologué par le cadi de Casablanca.

### Architecture et structure
L’immeuble fut officiellement désigné sous le nom d'«Immeuble Bessonneau» lors de la réquisition d'immatriculation du 22 avril 1918, alors que sa construction était en cours.
Le style architectural de l’édifice est celle d'un immeuble post-haussmannien adoptant une forme en E vue en plan et qui s’élève sur trois étages avec un sous-sol. La façade intègre des éléments décoratifs typiques de l'architecture marocaine. On observe des ouvertures avec des arcs polylobés ou outrepassés, ainsi que des encadrements de fenêtres constitués de larges bandes de stuc travaillé, similaires à ceux présents dans les médersas et mosquées marocaines . Des corbeaux sculptés, dont certains ornés de muqarnas en stuc, sont également présents sur la façade.
Le corps principal de l'immeuble, d’environ 72 mètres de long, longe le boulevard de la Gare (actuel boulevard Mohammed V) et intègre une galerie piétonne de 5 mètres de largeur conformément à la nouvelle réglementation urbaine. Il est complété par trois ailes transversales:
- Deux ailes latérales, l’une de 30 mètres donnant sur la rue Coli (actuel rue Abdelkrim El Mediouni) et l’autre de 40 mètres sur la rue Prom (actuel rue Ibn Battouta).
- Une aile centrale de 30 mètres de longueur.

Le corps principal et les ailes transversales présentent une largeur uniforme de 12,7 mètres. À l’intersection du corps principal et de l’aile centrale, un  belvédère à toit en pavillon couvert de tuiles vertes vernissées s’élève tel un quatrième étage.
Les hauteurs sous plafond sont de 5,45 mètres pour le rez-de-chaussée et de 3,70 mètres pour les étages.
La structure porteuse verticale de l’immeuble est constituée de murs de 50 cm d’épaisseur en moellons de pierre calcarénite (grès dunaire), extraits d’une carrière locale située aux environs de Sidi Abderrahmane. La structure horizontale est constituée de poutres métalliques IPN 20 soutenant un plancher nervuré en voûtains de briques creuses en terre cuite. Ces voûtains reposent sur des poutrelles métalliques espacées en moyenne de 90 cm. Le remplissage du plancher est réalisé en terre compactée, nivelée par une chape à base de chaux, conférant aux planchers une épaisseur finale de 28 cm.
La plupart des matériaux qui ont servi à sa construction sont de fabrication nationale dont notamment la chaux hydraulique, le ciment, les briques, les tuiles, le plâtre et le carrelage.
Au-delà de son architecture hybride, l'Immeuble Bessonneau de Casablanca est un symbole urbanistique majeur. Sa silhouette imposante, respectant les nouveaux préceptes d'alignement et de servitude, ainsi que son pavillon central dominant le panorama urbain de la nouvelle ville européenne, l'ont positionné comme un bâtiment témoin du nouvel ordre souhaité par Henri Prost qui d'ailleurs supervisait lui-même sa construction .
Cette position est d'autant plus favorisée par son emplacement stratégique face au Marché Central, dans le segment le plus large du boulevard, bénéficiant d'un recul exceptionnel de 25 mètres.

### Mise en service de l'immeuble
La plaque inaugurale, dévoilée lors des travaux de réhabilitation de la façade de l'immeuble, indique que celui-ci a été construit par l'entreprise Castel et Cie et achevé en 1919. L'installation des premiers résidents en avril 1919 suggère que la fin des travaux a eu lieu au cours du premier trimestre de cette année.
L'immeuble renferme à sa construction 60 appartements de 3 à 5 pièces avec salles de bains, 40 boutiques au rez de chaussée et un établissement de bains comprenant 25 cabines sur une partie du rez de chaussée et une partie du sous sol.
L'immeuble devient fonctionnel en 1919 et commence à accueillir des locataires ainsi que ses premiers commerces, parmi lesquels la Grande Pharmacie de France, la Brasserie Maxim’s, le Café de la Bourse et des entreprises liées au cinéma comme l'agence de location de films et de vente d’équipements cinématographiques Pathé-Cinéma. Il abrite également d’importants acteurs de la presse écrite, tels que l’agence Havas et les journaux quotidiens "Le petit marocain", "L'écho du Maroc" et La Vigie Marocaine,. L'établissement de bains était exploité sous le nom de Bains Jouvence au 13 rue Prom.
En somme, plusieurs commerces, nouveaux ou déjà présents dans la ville, ont choisi de s’installer dans l’immeuble Bessonneau, attirés par sa position stratégique et les surfaces mises à leur disposition.
Il convient de souligner que depuis les années vingt, l'immeuble Bessonneau (titre foncier 2959 C) a vu se succéder plusieurs propriétaires et copropriétaires dont notamment Louis Cauvin propriétaire de la société Cauvin-Yvose et ancien associé de Bessonneau.

## Grand hôtel moderne
Georges de Manca d'Oliena, un hôtelier d'origine italienne venant de la Tunisie, transfère également son établissement, l’"Hôtel Moderne", situé auparavant sur la place Belgique, à la médina de Casablanca, vers l’immeuble Bessonneau. En 1920, il y enregistre sa nouvelle enseigne sous le nom de "Grand Hôtel Moderne", dont l'entrée se trouve à la rue Prom à l'aile droite du bâtiment.
Cet hôtel était en réalité un meublé offrant 43 chambres dont quatre avec salle de bains intégrée. L'ensemble des chambres était alimenté en électricité et en eau courante chaude et froide. Un garage de 18 places, doté d'une fosse de réparation, était aussi mis à disposition des clients à 250 mètres de l'hôtel.
En 1940, au début de la Seconde Guerre mondiale, De Manca cède le fonds de commerce de l’hôtel à M. Gaspard Pierre Budet, président du syndicat des hôteliers de Casablanca et sa banlieue,. L’établissement abrite alors le siège du syndicat.
À la fin de la guerre, en 1945, les héritiers de M. Gaspard, décédé en 1944, revendent l’hôtel aux nouveaux copropriétaires: Raymond Anton, Thérèse Anton et Zemmouri Abdelmajid, représentant son épouse Yamina Belaid.

## Hôtel Lincoln
En 1950, le fonds de commerce du Grand Hôtel Moderne change une nouvelle fois de propriétaire et est acquis par M. James Gavillot et son épouse, Geneviève Shaffholtz. À la suite de cette acquisition, l'établissement est rebaptisé Hôtel Lincoln, combinant un hôtel et un snack-bar.
Les affiches publicitaires de l’époque présentent l’Hôtel Lincoln comme un établissement exclusivement réservé à une clientèle européenne, proposant des conditions spéciales aux colons, notamment sous forme d’abonnement. En 1953, l’hôtel est classé catégorie "B" des hôtels de tourisme et accueille notamment l’équipe de France de rugby à XV en décembre de la même année.
Après l'indépendance du Maroc, un arrêté du ministère du Tourisme de juillet 1967 a reclassé l'Hôtel Lincoln, le faisant passer de la catégorie trois étoiles B à celle de deux étoiles A. L'hôtel avait une capacité de 52 chambres.
En 1973, l’hôtel Lincoln est cité dans une enquête menée par le journaliste Jean-Claude Guillebaud sur l’émigration clandestine des Soninkés sénégalais vers la France. Il est alors décrit comme l'un des hôtels miteux, utilisés par des trafiquants espagnols pour héberger des immigrants subsahariens avant leur passage irrégulier en Europe,.
À la fin des années 80, l'hôtel Lincoln est un hôtel bon marché classé une étoile.
L'enseigne apposée sur la façade de l'hôtel est devenue l'élément de référence par lequel l'immeuble est collectivement identifié et désigné, majoritairement sous l'appellation Hôtel LINCOLN.

## Réhabilitation de l'immeuble

### Dégradation structurelle
L'immeuble Bessonneau fut acquis dans les années 1970 par un Algérien du nom de Yahya BENDRA. Cependant, les évolutions du statut de la propriété et de l'occupation depuis 1960 ont eu pour conséquence des dommages dans la structure du bâtiment. De plus, l'utilisation inappropriée des locaux, souvent détournés de leur fonction première, a amplifié cette détérioration.
Un événement majeur s'est produit le mercredi 20 décembre 1989: un effondrement des planchers de la partie de l'immeuble exploitée par l'hôtel Lincoln est survenu depuis la terrasse jusqu'au rez de chaussée occupé par le café de la Bourse donnant sur le boulevard Mohammed V. Cet effondrement a causé la mort de deux personnes (un passant et un client du café) et six blessés. À la suite de cet effondrement, des experts du laboratoire public d'essais et d'études (LPEE) ont souligné que la construction était dans un état de stabilité précaire et ne présentait aucune sécurité, recommandant des mesures immédiates afin d'éviter des catastrophes non maîtrisables et qui peuvent survenir à tout moment.
En conséquence, la wilaya a décrété l'évacuation de l'immeuble qui comprenait, outre l'hôtel, des appartements et des magasins.
Selon l'analyse technique mené en 2002 par l'ingénieur Abdelmajid CHOUKAILI, la dégradation du bâtiment résulte fondamentalement d'une étanchéité défaillante, de fuites généralisées dans le réseau de plomberie et de la porosité des matériaux, le tout exacerbé par un manque complet d'entretien.

### Patrimoine national
En 1994, la commune de Sidi Belyout a ordonné la démolition de l'immeuble à la suite des recommandations alarmantes du Laboratoire Public d'Essais et d'Études (LPEE). Cependant, les locataires, refusant de quitter les lieux, ont retardé cette démolition,.

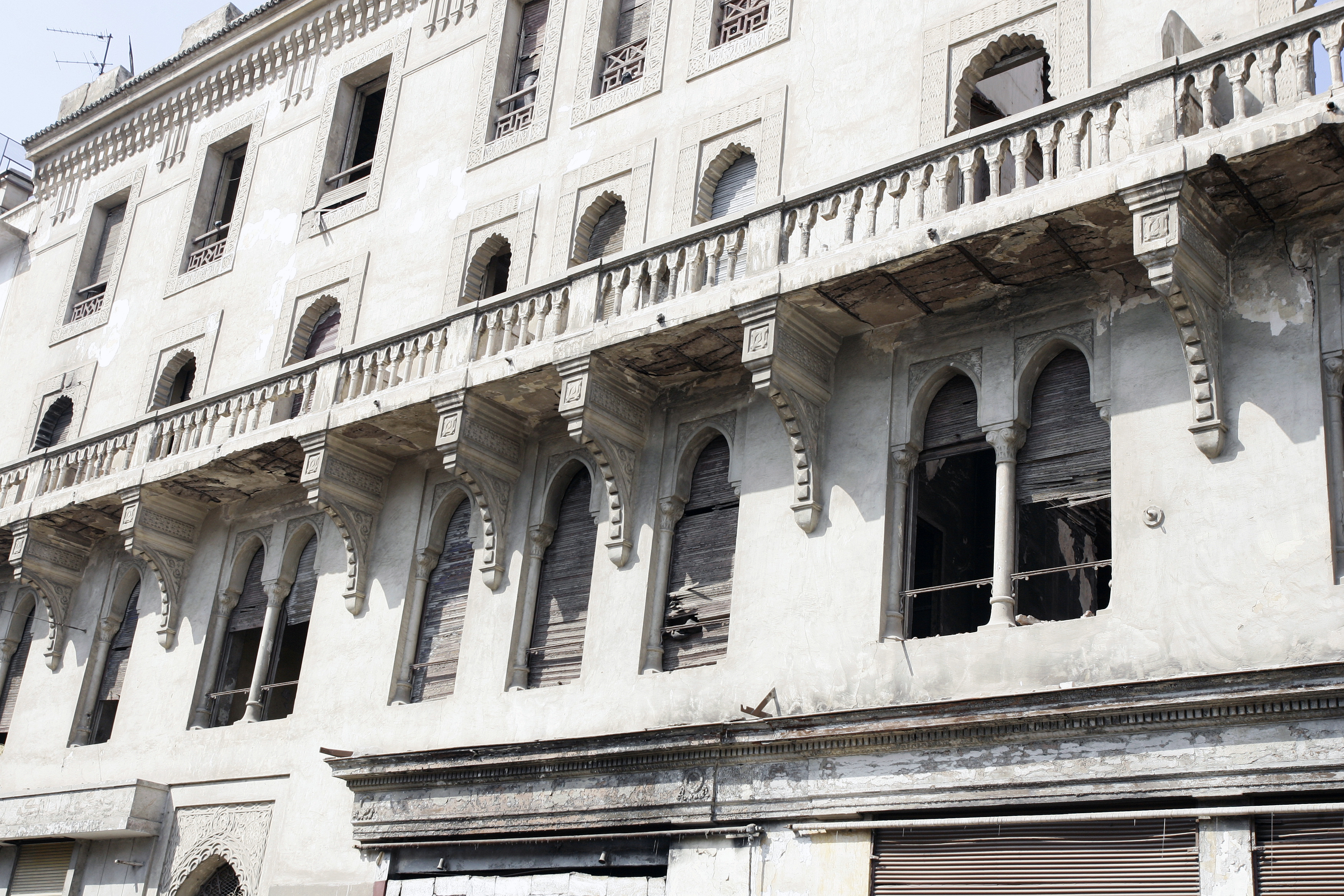
Détails d'une façade latérale de l'immeuble Bessonneau

Parallèlement, des architectes, individuellement ou via leur ordre régional, ont commencé à militer pour la sauvegarde de l'immeuble, le considérant comme un élément fondamental de la mémoire collective de Casablanca. Leurs efforts se sont structurés avec la création de l'association Casamémoire en 1995, dont la mission est de sensibiliser le public et les autorités à la valeur du patrimoine architectural de Casablanca.
Après l'évacuation totale du bâtiment, une deuxième expertise du LPEE a été rendue en 2000, se montrant encore plus alarmiste et recommandant ouvertement la démolition en raison des risques graves pour la sécurité des passants et des bâtiments voisins. Ce rapport sur la détérioration périlleuse du lieu a finalement conduit la commune à donner son aval pour la démolition.

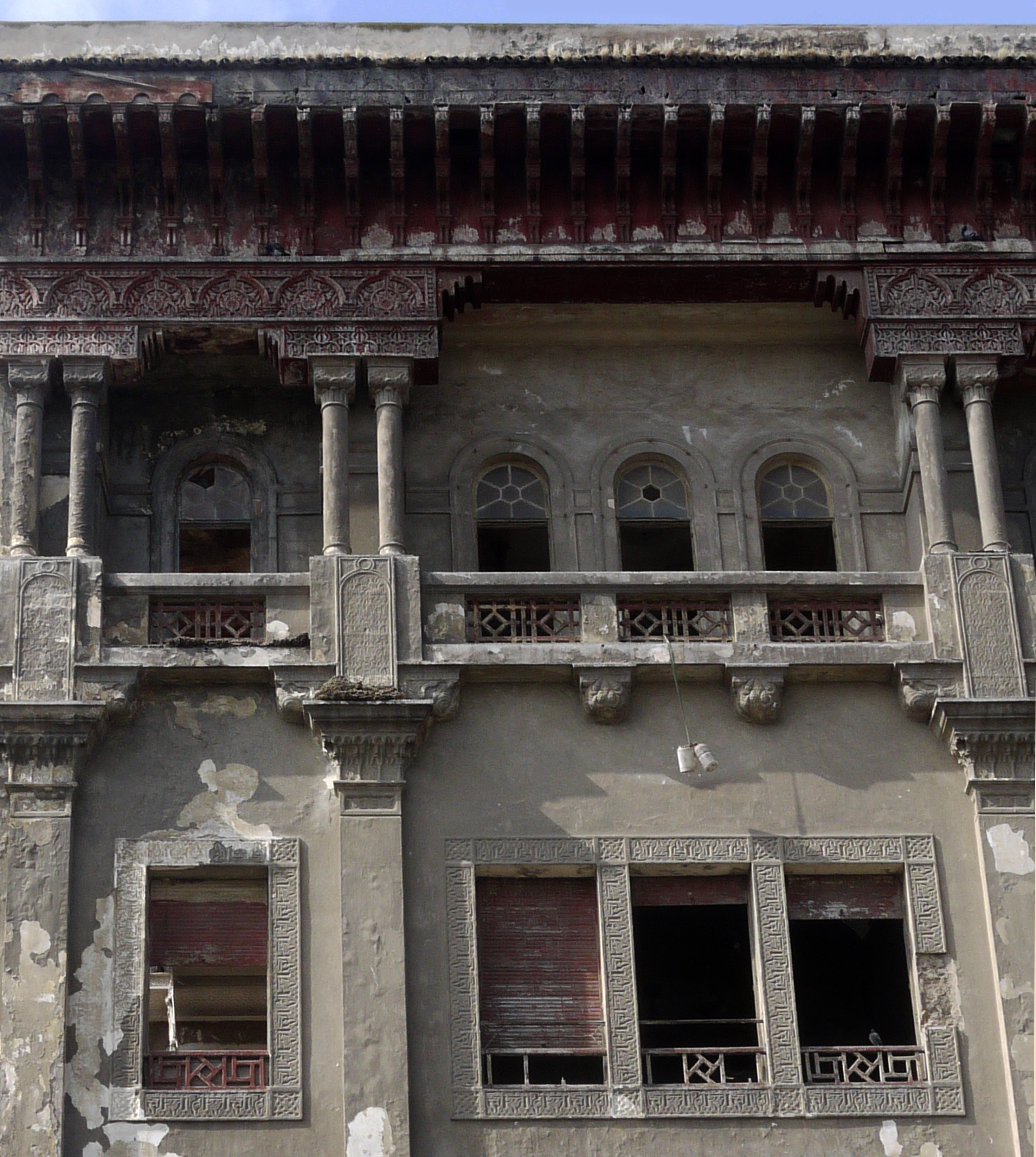
Détails de la façade du belvédère central

Cependant, l'édifice a également été reconnu pour sa valeur historique et architecturale. Le conseil régional de l'ordre national des architectes (région du Centre) a déposé une demande d'inscription auprès du ministre des Affaires culturelles le 4 février 2000. Par conséquent, les façades de l'Hôtel Lincoln ont été officiellement classées patrimoine national par un arrêté du ministère de la Culture en date du 14 mars 2000, ajoutant une complexité supplémentaire à son destin,.

### Désaccord sur la Reconstruction
Le bâtiment est dorénavant désigné comme menaçant ruine, et ses façades sont classées au patrimoine national. Cette classification implique que toute opération de démolition doit être précédée par la sauvegarde des façades, générant ainsi des surcoûts considérés comme exorbitants par les héritiers propriétaires, représentés par M. Driss BENDRA. Cette double classification a donc gelé toute action sur ce dossier.

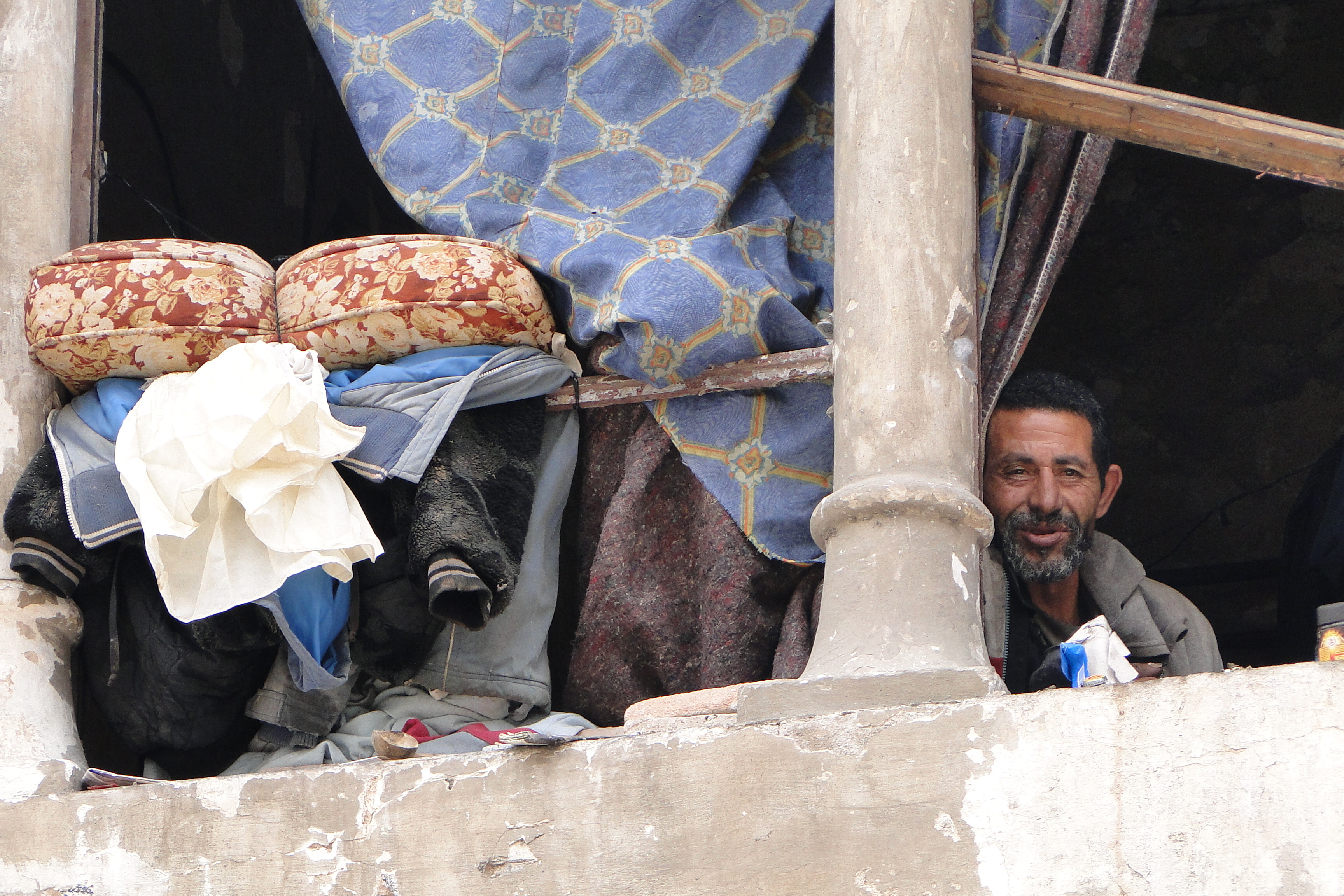
Un sans abri qui squattait l'immeuble Bessonneau

Par conséquent, l'immeuble tombe en ruines et devient un refuge pour vagabonds, enfants des rues et clochards. Leur présence a généré de l'insécurité, de l'agressivité, des jets de pierres et de détritus, de la violence et des activités illicites, y compris la prostitution, inquiétant les riverains. En 2004, l'effondrement d'une dalle a causé la mort d'un jeune sans-abri. Une partie du boulevard Mohammed V a été fermée à la circulation à cause de la menace d'effondrement, impactant négativement les rues adjacentes et les commerces.

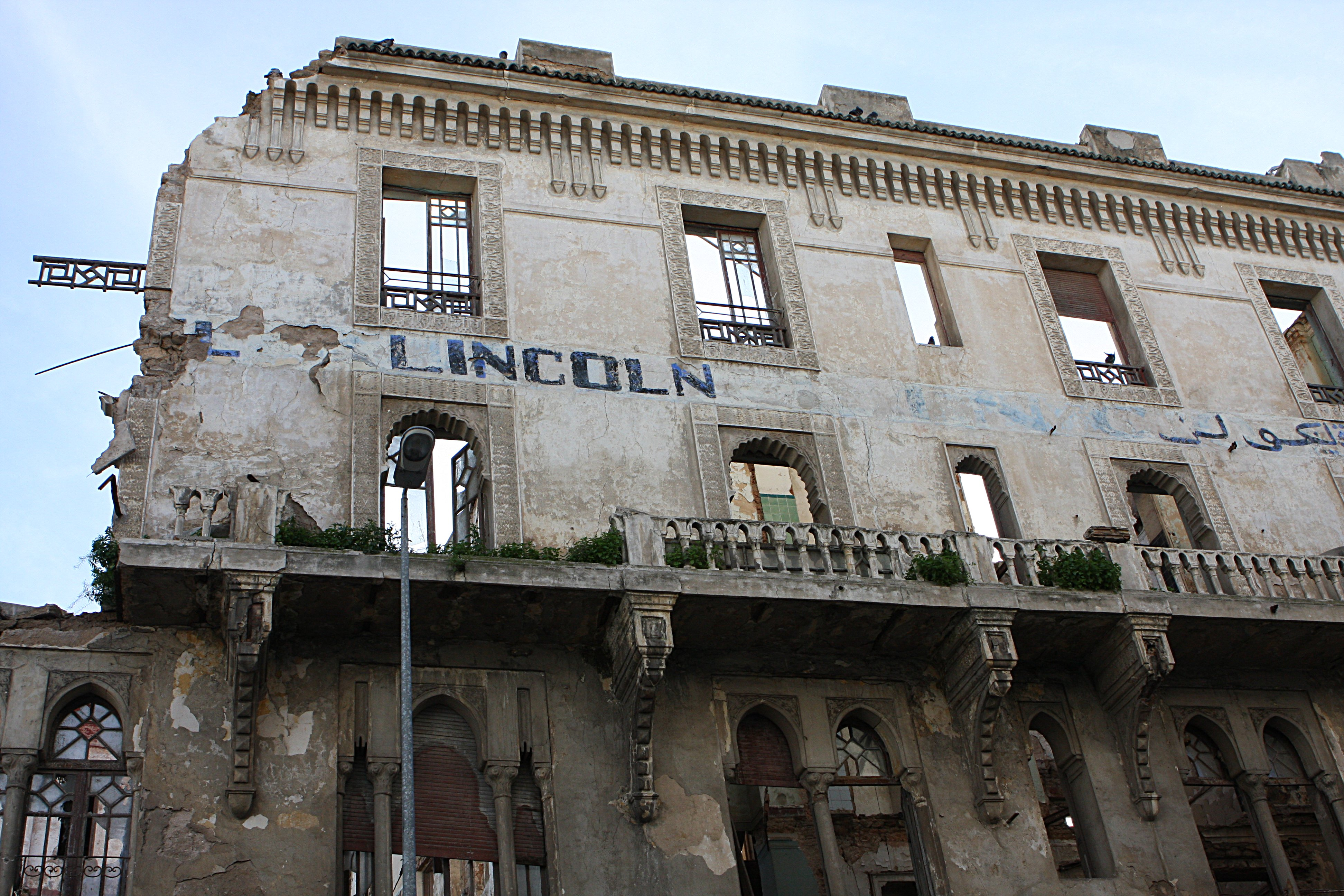
Les ruines de l'immeuble Bessonneau en 2009

Après cet incident, Mr BENDRA propose la reconstruction d'un édifice de hauteur supérieure afin de compenser les surcouts engendrés par la sauvegarde des façades et demande une plus grande contribution financière de la mairie. Sa requête a été refusée par les autorités municipales qui privilégient le maintien de la hauteur initiale.

### Expropriation de l'immeuble
Face à ce désaccord avec les propriétaires, les autorités de la ville de Casablanca décident à travers l'agence urbaine de Casablanca (AUC) d'entamer à partir de 2007 une procédure d'expropriation du foncier de l'immeuble pour cause d'utilité publique. Le directeur de l'agence urbaine, Mr Allal SAKROUHI, affirma que l'hôtel Lincoln deviendra un palace comparable à la Mamounia de Marrakech. Il faut cependant rappeler que l'hôtel Lincoln n'occupait qu'une partie de l'immeuble et ne correspondait pas du tout à la description d'un palace.

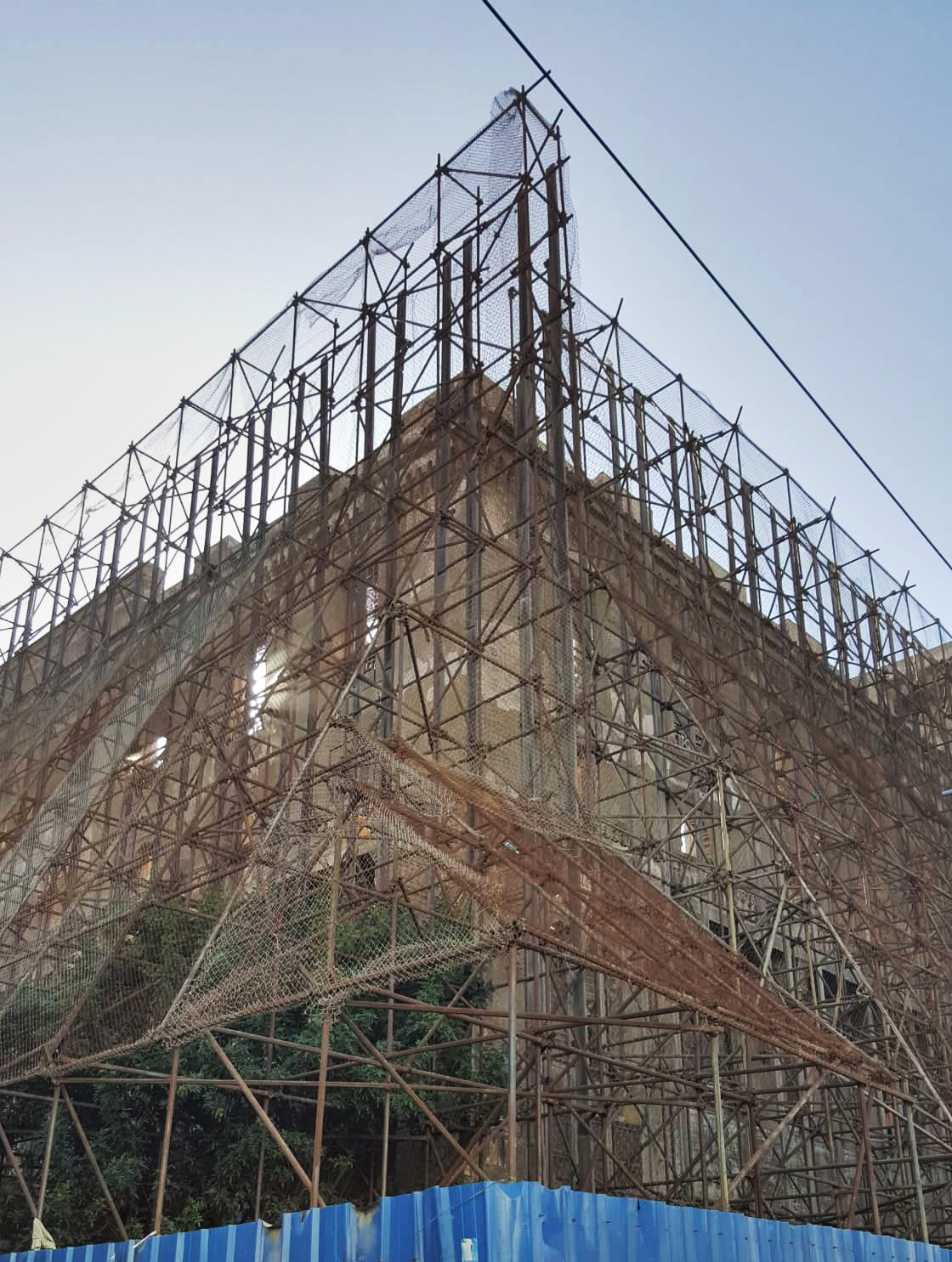
Étaiement autour de l'immeuble Bessonneau

Le dimanche 1er février 2009, la partie droite de la façade donnant sur le boulevard Mohamed V s'est effondrée à la suite de fortes intempéries, le mois suivant, l'Agence Urbaine de Casablanca (AUC) acquiert l'hôtel pour une indemnité provisoire de 11 352 800 DH, à la suite d'une décision du Tribunal Administratif.
Cependant, la procédure d'expropriation ne s'est finalisée que six ans plus tard. Ce délai s'explique principalement par un désaccord sur le prix du mètre carré, mais surtout par les nombreuses actions en justice intentées par le propriétaire. Ce dernier cherchait à faire annuler la décision d'expropriation, arguant qu'un palace ne relève pas de l'utilité publique. De plus, le propriétaire affirmait qu'il avait lui-même l'intention de développer un projet similaire pour le bien.
Entre temps, un écran de sécurité a été mis en place en 2011 devant la façade de l'immeuble afin de sécuriser le passage du tramway.
Toutefois, un nouvel effondrement d'une dalle a causé la mort d'un autre sans abri âgé de 33 ans en février 2015 et des chutes de pierres ont bloqué la ligne du tramway en novembre 2019.

### Projet de réhabilitation
Après la finalisation de la procédure d'Expropriation, l'Agence Urbaine de Casablanca (AUC) a émis en octobre 2015 un appel à manifestation d'intérêt international (AMI) concernant la réhabilitation et le développement du foncier de l'immeuble en un hôtel de luxe, avec l'obligation de préserver la façade. Ce projet, encadré par un contrat de bail emphytéotique de 30 ans avec l'AUC, implique pour l'investisseur retenu la double responsabilité de réalisation et de gestion. Ce dernier devra collaborer avec des promoteurs immobiliers pour l'exécution des travaux et, le cas échéant, s'associer à un opérateur hôtelier pour la gestion de l'établissement. L'AMI a été relancé en 2016 mais le projet peine à trouver preneur.

En 2018, l'AUC a lancé un troisième appel, et le groupe immobilier français Réalités a été choisi, accompagné par l'architecte Tarik Oualalou. Le groupe réalités admet que le maintien de la façade représente un surcout de 20% mais affirme que leur but est de mettre en avant leur savoir-faire et leur expertise à travers ce projet, même sans gain financier immédiat. L'exploitation du futur hôtel sera confiée à Radisson Hotel Group, sous sa marque de luxe Radisson Collection. Cet établissement marquera la première implantation de Radisson Collection au Maroc.

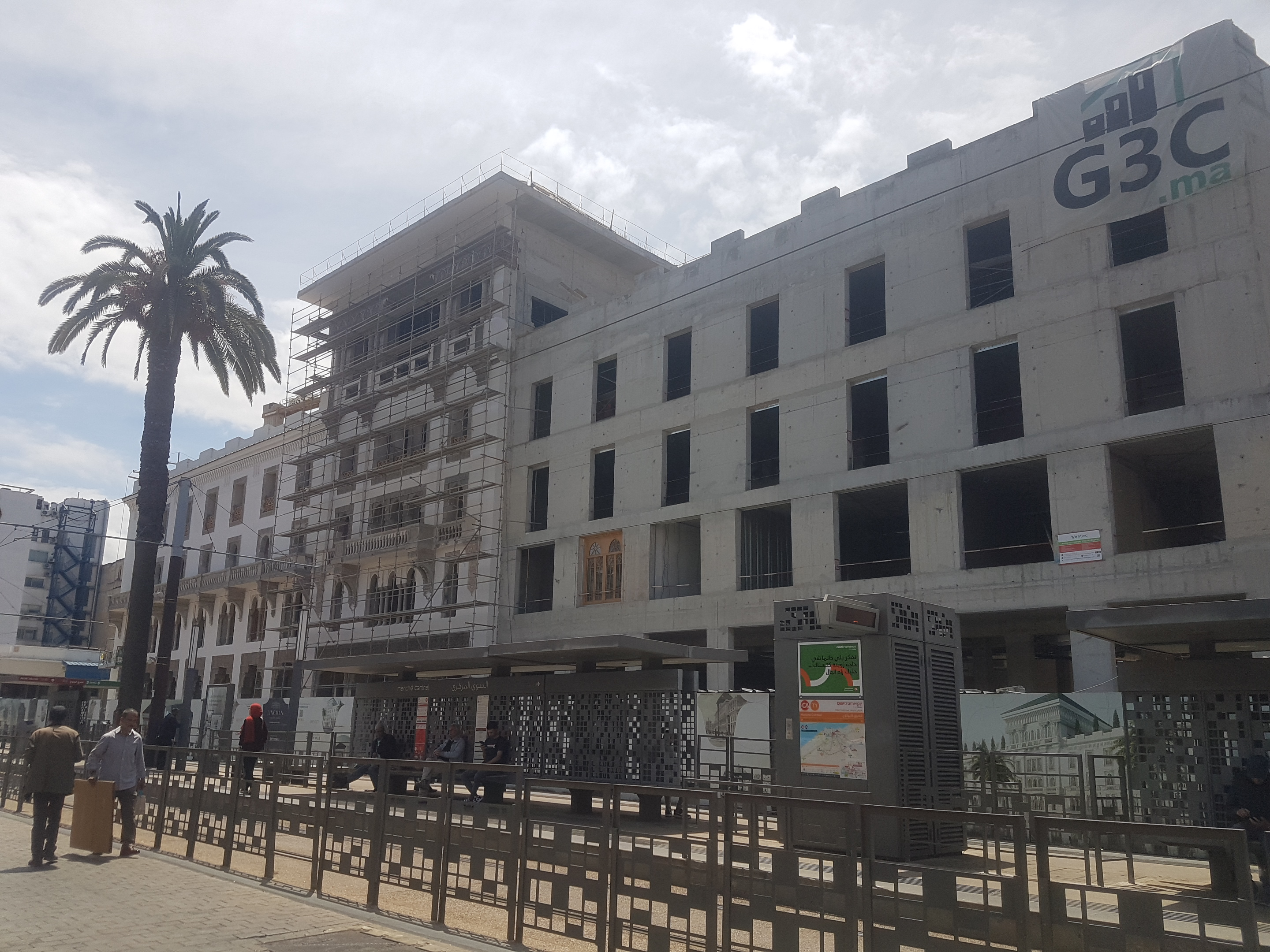
Chantier du futur Hotel Lincoln

Le projet autorisé en mars 2020 consiste en la réalisation d'un hôtel 5 étoiles avec une surface plancher de 13 500 m2 et comprenant 120 chambres et suites sur trois niveaux avec divers espaces dont deux restaurants, deux bars, un salon de thé, un espace coworking, des espaces de séminaires modulables, un spa et un parking couvert sur deux niveaux de sous-sols.
En décembre 2020, une partie de la façade latérale de l'immeuble donnant sur la rue Abdellah El Mediouni s'est également effondrée.
À présent, les seuls segments de façade encore intacts sont le flanc gauche de la façade principale, qui englobe le belvédère central donnant sur le boulevard Mohammed V, ainsi que la façade latérale donnant sur la rue Ibn Battouta. Cela correspond approximativement à la moitié de la façade initiale.
Les travaux de stabilisation et de confortement des façades classées restantes, la déconstruction, le terrassement ainsi que le blindage des sous-sols ont été entamés en août 2021. Ces travaux se sont étalés sur une durée de 13 mois avant l'entame des travaux de gros œuvre en octobre 2022. L'investissement total du projet dont l'achèvement est prévu en 2025 est estimé à 330 millions de DH.

## Décor cinématographique
Une scène du film Le grand jeu a été tourné en octobre 1933 dans le parvis séparant le marché central et l'immeuble Bessonneau avec ce dernier en arrière plan. Cette scène est tournée en présence du réalisateur Jacques Feyder assisté par Marcel Carné, des acteurs Marie Bell et Pierre Richard-Willm, et des photographes Maurice Forster et Harry Stradling.
En 2001, ce sont les ruines de l'immeuble Bessonneau qui ont servi de décor au film Spy Game de Ridley Scott.